# Chilton Polden
Chilton Polden est une paroisse civile et un village du Somerset, en Angleterre.